# Richard Bancroft

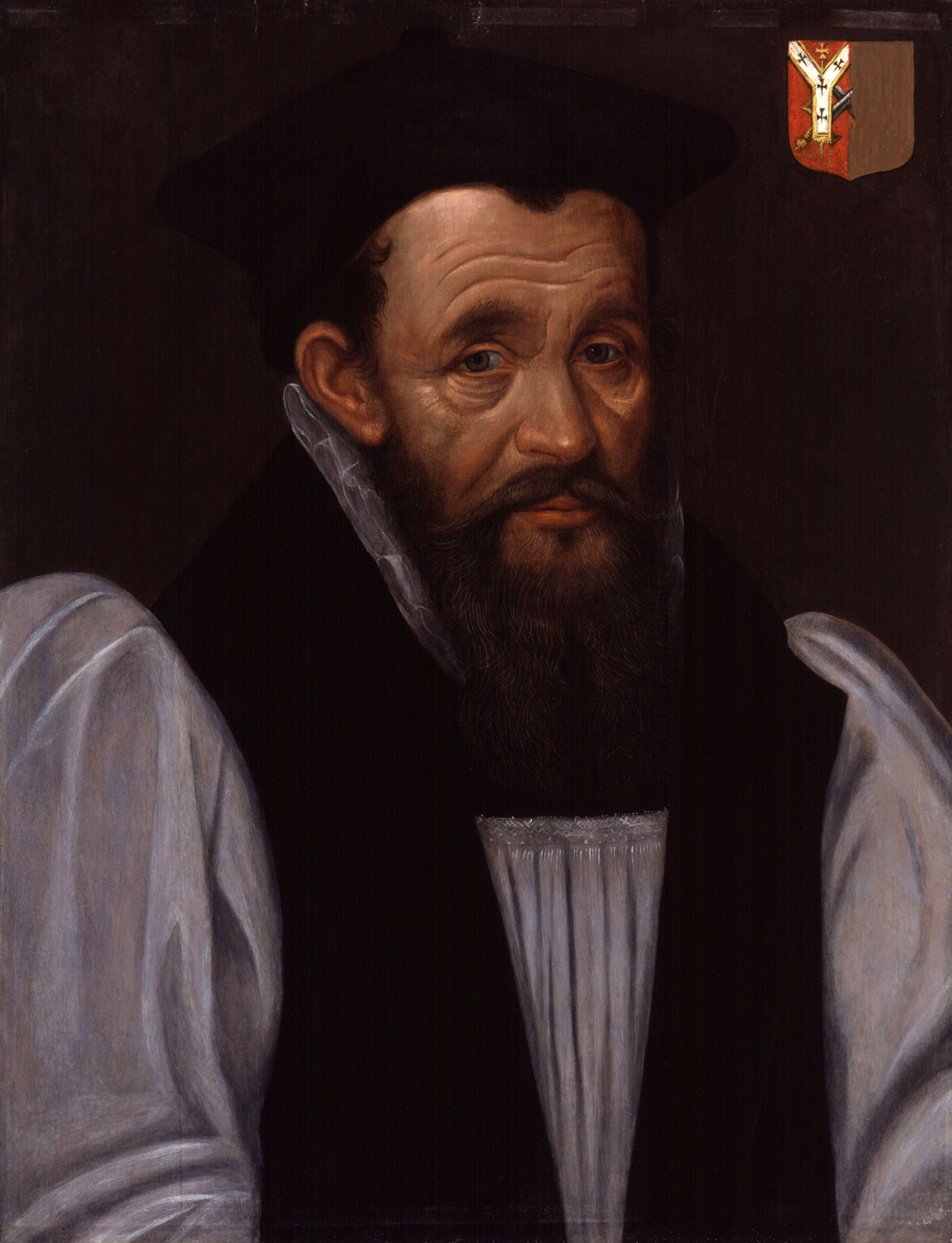
Unbekannter Maler: Richard Bancroft, National Portrait Gallery

Richard Bancroft (* 1544 in Farnworth, Lancashire; † 2. November 1610 in London) war von 1604 bis 1610 Erzbischof von Canterbury.

## Leben
Bancroft studierte zunächst am Christ’s College in Cambridge, und danach am Jesus College. Er absolvierte 1567 seinen Bachelor of Arts und 1570 seinen Master of Arts. Um diese Zeit wurde er zum Priester geweiht und zum Kaplan von Richard Cox, Bischof von Ely, ernannt, und 1575 zum Rektor von „Teversham“ in Cambridgeshire vorgeschlagen. Im folgenden Jahr war er einer der Prediger an der Universität.
1580 graduierte er zum „Bachelor of Divinity“ (BD) und fünf Jahre später zum „Doctor of Divinity“ (DD). 1584 wurde er Rektor der St Andrew’s Church in Holborn, 1585 Treasurer of St Paul’s Cathedral in London und war ab 1586 Mitglied der Kirchengeistlichen Kommission. Am 9. Februar 1589 hielt er in Paul’s Cross eine Predigt mit einem leidenschaftlichen Angriff auf die Puritaner, auf deren Sprache und Tätigkeiten, er karikierte ihre Motive und prangerte deren Rechte freier Äußerung (right of private judgment) an. Er legte das „göttliche Recht der Bischöfe“ in solch starker Sprache dar, dass einer der Berater von Königin Elisabeth I. dies als einen Angriff auf das Primat der Krone ansah.
In den folgenden Jahren wurde er Pfründner von St. Paul’s, ab 1587 Stiftsherr von Westminster und Kaplan von „Lord Chancellor Hatton“ und Erzbischof Whitgift. Im Juni 1597 wurde er zum Bischof von London geweiht. Seit dieser Zeit, insbesondere wegen des Alters und der Geschäftsunfähigkeit von Erzbischof John Whitgift, war er praktisch mit der Macht des kirchlichen Primats und der höchsten Verantwortung kirchlicher Angelegenheiten ausgestattet. In diese Zeit fiel die Marprelate-Kontroverse. 1600 wurde er mit anderen als ein Botschafter nach Emden entsandt, um gewisse Streitigkeiten zwischen Engländern und Dänen zu lösen. Diese Mission endete als ein Misserfolg.
Er war beim Tod von Königin Elisabeth I. anwesend. Nach dem Tode von Erzbischof Whitgift wurde er im März 1604 zu seinem Nachfolger als Erzbischof von Canterbury ernannt und 1608 zugleich zum Kanzler der Universität Oxford ernannt. Er starb am 2. November 1610 in der Londoner Residenz des Erzbischofs von Canterbury, dem Lambeth Palace.
Im Jahre 2010 fand im Lambeth Palace eine Ausstellung mit dem Titel Treasures of Lambeth Palace Library statt, die auch die von Bancroft der Bibliothek überlassene private Sammlung vorstellte.